# Media-Saturn Group
Media-Saturn-Holding GmbH est un conglomérat allemand exploitant deux chaînes de magasins à travers l'Europe : MediaMarkt et Saturn. En 2009, il est plus grand distributeur d'ordinateurs personnels.

## Histoire
En 2008, détenu par le groupe METRO AG, le groupe affirme avoir effectué des ventes d'environ 19 milliards d'euros.